# 第4航空艦隊 (ドイツ空軍)
第4航空艦隊（だい4こうくうかんたい Luftflotte 4）は第二次世界大戦中のドイツ空軍の組織。航空艦隊はドイツ空軍における最大規模の編制であり、空軍最高司令部(OKL)の直接指揮を受ける。
第4航空艦隊は1939年2月に設置され、ドイツ南東部を担当していた。第二次世界大戦勃発時は第1航空艦隊とともにポーランド侵攻へ投入された。その後も東部戦線へ配置され続け、独ソ戦においては戦線南部に投入されている。
1944年以降は、ドイツ軍の後退とともに第4航空艦隊も後退してきており、1945年にはオーストリアに配置されていた。本土防空部隊以外で1945年まで戦闘機戦力を有していた数少ない部隊であるが、1945年4月に改編により第6航空艦隊に編入された。